# Семенюк Вілен Миронович
Вілен Миронович Семенюк (нар. 28 квітня 1936, село Липчани, Могилів-Подільський район, Вінницька область) — український діяч, міністр енергетики й електрифікації України, радник міністра.

## Біографія
Народився в родині вчителя. У 1958 році закінчив Одеський політехнічний інститут, теплоенергетичний факультет.
Після інституту працював начальником зміни Курахівської ДРЕС; начальником технічного відділу, головним інженером Бурштинської ДРЕС (6 років); головним інженером об'єднання «Львівенерго»; генеральний директор об'єднання «Київенерго».
З 1980 року — заступник, з 3 лютого 1993 року — 1-й заступник, 17 серпня 1993 — 3 липня 1995 року — Міністр енергетики й електрифікації України.
Був членом Комісії з розробки Концепції державної промислової політики на 1996—2000 рр. (з квітня 1995).